# Savînka, Kozeleț
Savînka (în ucraineană Савинка) este un sat în comuna Olbîn din raionul Kozeleț, regiunea Cernihiv, Ucraina.

## Demografie
Componența lingvistică a localității Savînka
     Ucraineană (96,94%)
     Rusă (3,06%)
Conform recensământului din 2001, majoritatea populației localității Savînka era vorbitoare de ucraineană (96,94%), existând în minoritate și vorbitori de rusă (3,06%).